# 래스터 스캔

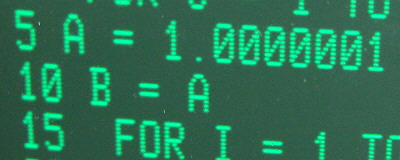
래스터 스캔 디스플레이 샘플; 가시적인 수평 주사선 간의 간격이 각 문자를 나눔

래스터 스캔(raster scan) 또는 래스터 스캐닝(raster scanning)은 텔레비전에서 이미지를 캡처하고 재구성하는 직사각형 패턴이다. 유추하여, 이 용어는 대부분의 컴퓨터 비트맵 이미지 시스템에서 사용되는 이미지 저장 및 전송 패턴인 래스터 그래픽스에 사용된다. 래스터(raster)라는 단어는 라틴어 rastrum(갈퀴)에서 유래되었으며, 이는 radere(긁다)에서 파생되었다. 음악 오선을 그리는 도구인 라스트럼도 참조하라. 갈퀴의 살이 똑바로 그어졌을 때 남기는 패턴은 래스터의 평행선과 유사하다. 이러한 한 줄씩 스캔하는 방식이 래스터를 생성한다. 이는 한 번에 한 줄씩 영역을 점진적으로 덮는 체계적인 과정이다. 비록 훨씬 빠르기는 하지만, 텍스트 줄을 읽을 때 시선이 이동하는 방식과 가장 일반적인 의미에서 유사하다.
대부분의 현대 그래픽 카드에서 그려질 데이터는 내부적으로 프레임버퍼라고 불리는 반도체 메모리 영역에 저장된다. 이 메모리 영역은 화면의 각 픽셀 값을 저장한다. 이 값들은 재생 버퍼에서 검색되어 한 번에 한 줄씩 화면에 그려진다.

## 설명

### 주사선
래스터 스캔에서 이미지는 "주사선"으로 알려진 일련의 (일반적으로 수평) 스트립으로 세분화된다. 각 주사선은 텔레비전 시스템에서와 같이 비디오 소스에서 읽힐 때 아날로그 신호 형태로 전송될 수 있거나, 컴퓨터 시스템에서 처리하기 위해 개별 픽셀로 further 나뉠 수 있다. 행별로 픽셀을 정렬하는 이 방식은 래스터 순서 또는 래스터 스캔 순서로 알려져 있다. 아날로그 텔레비전은 개별 주사선(개별 수직 해상도)을 가지고 있지만, 개별 픽셀(수평 해상도)은 가지고 있지 않다. 대신 주사선에 걸쳐 신호를 연속적으로 변화시킨다. 따라서 주사선 수(수직 해상도)는 명확하게 정의되지만, 수평 해상도는 주사선 과정에서 신호가 얼마나 빨리 변할 수 있는지에 따라 더 근사치이다.

### 스캐닝 패턴

빔 위치(스윕)는 대략 톱니파를 따른다.

래스터 스캐닝에서 빔은 일정한 속도로 수평으로 왼쪽에서 오른쪽으로 스윕한 다음, 공백이 되고 빠르게 왼쪽으로 되돌아간 후, 다시 켜지고 다음 라인을 스윕한다. 이 시간 동안 수직 위치도 꾸준히 증가(아래로)하지만 훨씬 더 느리다. 이미지 프레임당 한 번의 수직 스윕이 있지만, 해상도 라인당 한 번의 수평 스윕이 있다. 따라서 각 주사선은 약간 "내리막길"(오른쪽 아래 방향)로 기울어져 있으며, 약 -1/수평 해상도의 기울기를 가지는 반면, 왼쪽으로 되돌아가는 스윕(리트레이스)은 전방 스캔보다 훨씬 빠르며 본질적으로 수평이다. 결과적인 주사선의 기울기는 매우 작으며, 화면의 볼록도 및 기타 약간의 기하학적 불완전성에 의해 효과가 왜소해진다.
주사선이 완료되면 브라운관(CRT) 디스플레이가 타자기나 프린터의 용지 전진 또는 줄바꿈과 유사하게 갑자기 내부적으로 점프한다는 오해가 있다. 위에서 논의했듯이, 이것은 정확히 발생하지 않는다. 수직 스윕은 주사선에 걸쳐 일정한 속도로 계속되어 작은 기울기를 생성한다. 모든 행을 한 칸씩 전진시키는 계단식 방식 대신 일정한 속도의 스윕이 사용된다. 이는 계단식 방식이 기술적으로 구현하기 어렵고 일정한 속도 방식이 훨씬 쉽기 때문이다. 결과적인 기울기는 대부분의 CRT에서 빔이 화면을 가로질러 스윕할 때 작은 수직 편향을 가하는 기울기 및 평행 사변형 조정으로 보정된다. 적절히 조정되면 이 편향은 주사선의 아래쪽 기울기를 정확히 상쇄한다. 수평 리트레이스는 기울기 편향이 제거됨에 따라 부드럽게 아래쪽으로 기울어진다. 리트레이스의 양쪽 끝에는 점프가 없다. 자세히 말하면, CRT의 스캐닝은 편향 요크 코일의 전류를 변경하여 자기 편향에 의해 수행된다. 편향을 빠르게 변경(점프)하려면 요크에 전압 스파이크를 가해야 하며, 편향은 인덕턴스와 스파이크 크기가 허용하는 만큼만 빠르게 반응할 수 있다. 전자적으로 편향 요크의 수직 권선의 인덕턴스는 비교적 높기 때문에 요크의 전류, 즉 자기 편향 필드의 수직 부분은 천천히만 변할 수 있다.
실제로 수평 및 수직 모두에서 스파이크가 발생하며, 해당 수평 블랭킹 구간과 수직 귀선 기간은 편향 전류가 리트레이스되고 새 값으로 정착 시간을 제공한다. 이는 블랭킹 기간 동안 발생한다.
전자공학에서 빔의 이러한 (일반적으로 일정한 속도의) 움직임을 "스윕"이라고 하며, 편향 요크에 전류(또는 오실로스코프의 수평 편향판에 전압)를 생성하는 회로를 스윕 회로라고 한다. 이들은 톱니파를 생성한다. 화면을 가로지르는 꾸준한 움직임, 그리고 일반적으로 다른 쪽으로 빠르게 되돌아가는 움직임, 그리고 수직 스윕도 마찬가지다. 
더욱이, 광각 편향 CRT는 화면 중앙이 가장자리보다 편향 요크에 더 가깝기 때문에 중앙을 향해 비례적으로 더 빠르게 변하는 전류를 가진 수평 스윕이 필요하다. 전류의 선형적인 변화는 빔을 각도적으로 일정한 속도로 흔들 것이다. 이는 중앙을 향한 수평 압축을 유발할 것이다.

### 프린터
컴퓨터 프린터는 기본적으로 래스터 스캐닝으로 이미지를 생성한다. 레이저 프린터는 회전하는 다각형 거울(또는 광학적 등가물)을 사용하여 감광 드럼을 가로질러 스캔하고, 용지 이동은 다른 스캔 축을 제공한다. 일반적인 프린터 해상도를 고려할 때 "내리막길" 효과는 미미하다. 잉크젯 프린터는 프린트 헤드에 여러 노즐이 있어 많은 수(수십에서 수백)의 "스캔 라인"이 함께 기록되며, 용지 전진은 다음 주사선 묶음을 준비한다. 벡터 기반 데이터를 디스플레이 또는 프린터에 필요한 형식으로 변환하려면 래스터 이미지 프로세서(RIP)가 필요하다.

### 글꼴
컴퓨터 텍스트는 주로 각 인쇄 가능한 문자 또는 기호(글리프)의 외곽선을 설명하는 글꼴 파일에서 생성된다. (소수는 "비트맵"이다.) 이러한 외곽선은 텍스트로 렌더링(표시 또는 인쇄)되기 전에 문자당 하나의 작은 래스터로 효과적으로 변환되어야 하며, 효과적으로 작은 래스터들을 페이지용 래스터로 병합한다.

## 비디오 타이밍
자세히 말하면, 각 라인(수평 프레임 또는 HFrame)은 다음으로 구성된다.
- 스캔 라인: 빔이 비어 있지 않고 꾸준히 오른쪽으로 이동할 때
- 프런트 포치: 빔이 비어 있고 꾸준히 오른쪽으로 이동할 때
- 동기 펄스: 빔이 비어 있고 왼쪽으로 빠르게 이동할 때
- 백 포치: 빔이 비어 있고 다시 꾸준히 오른쪽으로 이동할 때.

포치와 관련 블랭킹은 빔이 왼쪽으로 다시 이동하고(전압이 감소함) 링잉이 사라지는 데 필요한 감쇠 시간과 정착 시간을 제공한다. 수직 프레임(VFrame)은 정확히 동일한 구성 요소로 구성되지만, 이미지 프레임당 한 번만 발생하며 시간이 상당히 더 길다. 이러한 간격의 세부 사항을 비디오 타이밍이라고 한다. 이에 대한 다이어그램은 비디오 타이밍 세부 정보 공개를 참조하라. 이러한 것들은 최종 사용자에게는 대부분 보이지 않지만, XFree86 모델라인의 경우에 볼 수 있었다. XFree86 사용자는 이러한 타이밍을 수동으로 조정할 수 있었고(때로는 조정해야 했다), 특히 특정 해상도나 화면 재생 빈도를 달성하기 위해 조정했다.

## 지각
CRT의 래스터 스캔은 여러 기술적 및 심리적 과정을 통해 단일 스캐닝 지점(한 번에 한 지점만 그려짐)에서 안정적인 이미지라는 인상을 생성한다. 이러한 이미지는 영화와 거의 동일한 방식으로 움직임의 인상을 생성한다. 즉, 충분히 높은 프레임 레이트의 정지 이미지는 움직임의 인상을 주지만, 래스터 스캔은 특히 비월 주사 방식에서 몇 가지 측면에서 다르다.
첫째, 인광체 잔상 때문에 한 번에 하나의 "픽셀"만 그려지고 있음에도 불구하고 (아날로그 디스플레이에서는 고정된 수평 분할이 없으므로 "픽셀"이 잘 정의되지 않고 대신 "움직이는 점"이 있다는 점을 기억하라), 전체 화면이 그려질 때쯤에는 초기 픽셀이 여전히 상대적으로 밝다. 밝기가 다소 떨어져 깜박임을 유발할 수 있다. 이것이 비월 주사 방식을 사용하는 한 가지 이유이다. 즉, 방송 비디오의 단일 필드에서 격선으로만 그려지므로, 밝고 새로 그려진 선과 약간 어두워진 오래된 선이 겹쳐져 비교적 더 균일한 조명을 생성한다.
둘째, 잔상 효과에 의해 보여지는 이미지는 망막에 잠시 남아 있으며, 상대적으로 안정적으로 인식된다. 관련 깜박임 융합 한계값에 의해, 이러한 맥동하는 픽셀은 안정적으로 보인다.
이러한 지각적으로 안정적인 정지 이미지는 영사기와 유사하게 움직이는 그림을 생성하기 위해 함께 조립된다. 그러나 영화 프로젝터에서는 전체 이미지가 한 번에 (래스터 스캔 방식이 아닌) 비월 주사 방식 없이 초당 24프레임의 프레임 레이트를 기반으로 투사된다는 점을 명심해야 한다. 대조적으로, 래스터 스캔된 비월 주사 방식 비디오는 초당 50 또는 60 필드(필드는 격선으로, 따라서 초당 25 또는 30 프레임의 프레임 레이트에 해당함)의 이미지를 생성하며, 각 필드는 전체 이미지가 한 번에 그려지는 대신 한 번에 한 픽셀씩 그려진다. 이 둘은 모두 비디오를 생성하지만, 다소 다른 인식 또는 "느낌"을 준다.

## 이론과 역사
CRT 디스플레이에서 전자 빔이 블랭킹 해제되면 편향 요크에 의해 생성된 자기장의 수평 편향 구성 요소는 빔이 일정한 속도로 왼쪽에서 오른쪽으로 "앞으로" 스캔하도록 만든다. 연속적인 픽셀 데이터는 (픽셀 클럭 속도로) 세 가지 기본 색상 각각의 디지털-아날로그 변환기로 이동한다(그러나 최신 평면 디스플레이의 경우 픽셀 데이터는 디지털 상태로 유지된다). 주사선이 그려지는 동안 디스플레이의 오른쪽 가장자리에서 모든 빔은 블랭킹되지만, 블랭킹 후에도 자기장은 잠시 동안 계속해서 크기가 증가한다.
혼란을 해소하기 위해: 자기 편향장을 언급하자면, 만약 그것이 없다면 모든 빔은 화면 중앙 근처에 부딪힐 것이다. 중앙에서 멀리 떨어질수록 더 큰 필드 강도가 필요하다. 한 극성의 필드는 빔을 위로, 왼쪽으로 이동시키고, 반대 극성의 필드는 아래로, 오른쪽으로 이동시킨다. 중앙 근처의 어떤 지점에서는 자기 편향장이 0이 된다. 따라서 스캔은 필드가 감소하면서 시작된다. 중간에 0을 통과하고, 스캔을 완료하기 위해 다시 부드럽게 증가한다.
화면에 한 줄이 생성되고 빔이 블랭킹되면 자기장은 설계된 최대값에 도달한다. 전방 스캔에 필요한 시간에 비해, 그 후 가시(블랭킹 해제) 영역의 왼쪽 가장자리를 넘어 빔을 위치시키는 데 필요한 값으로 상대적으로 빠르게 다시 변한다. 이 과정은 모든 빔이 블랭킹된 상태에서 발생하며 리트레이스라고 불린다. 왼쪽 가장자리에서 필드는 다른 전방 스캔을 시작하기 위해 꾸준히 크기가 감소하며, 시작 직후 빔은 블랭킹 해제되어 새로운 가시 주사선을 시작한다.
수직 스캔에서도 유사한 프로세스가 발생하지만, 디스플레이 화면 재생 빈도(일반적으로 50~75Hz)로 발생한다. 완전한 필드는 가시 영역의 상단 위로 빔을 배치할 극성으로 시작하며, 편향 필드의 수직 구성 요소가 최대이다. 수십 개의 수평 스캔 후(그러나 빔은 블랭킹된 상태로), 블랭킹 해제의 수직 구성 요소가 수평 블랭킹 해제와 결합되어 빔이 첫 번째 주사선을 표시하도록 허용한다. 마지막 주사선이 작성되면 자기장의 수직 구성 요소는 수직 리트레이스가 발생하기 전에 전체 높이의 몇 퍼센트에 해당하는 만큼 계속 증가한다. 수직 리트레이스는 비교적 느리며, 수십 개의 수평 스캔에 필요한 시간 범위에 걸쳐 발생한다. 아날로그 CRT TV에서는 밝기를 최대로 설정하면 일반적으로 수직 리트레이스가 화면에 지그재그 선으로 나타났다.
아날로그 TV에서는 원래 충분히 빠른 화면 재생 빈도와 충분한 수평 해상도를 가진 방금 설명한 유형의 간단한 순차 래스터 스캔을 생성하는 것이 너무 비쌌다. 비록 프랑스의 819선 시스템은 당시 다른 표준보다 더 나은 정의를 가지고 있었지만 말이다. 깜박임 없는 디스플레이를 얻기 위해 아날로그 TV는 영화 영사기의 방식 변형을 사용했는데, 이 방식에서는 영화의 각 프레임이 두 번 또는 세 번 표시된다. 이를 위해 셔터가 닫혔다가 다시 열려 깜박임 속도를 높이지만, 데이터 업데이트 속도는 높이지 않는다.

### 비월 주사 방식
깜박임을 줄이기 위해 아날로그 CRT TV는 첫 번째 수직 스캔에서 홀수 번호 주사선만 기록한다. 그런 다음 짝수 번호 주사선이 홀수 번호 주사선 사이에 "비월 주사" 방식으로 배치된다. 이를 비월 주사 방식이라고 한다. (이 경우 짝수 번호 주사선을 배치하려면 정밀한 위치 제어가 필요하다. 오래된 아날로그 TV에서는 수직 홀드 조정을 미세 조정하여 주사선 간격을 적절하게 맞추었다. 약간 잘못 조정되면 주사선이 쌍으로 나타나고 그 사이에 공간이 생겼다.) 최신 고화질 TV 디스플레이는 컴퓨터 모니터의 점진적 스캔(예: "1080p", 1080선, 점진적) 또는 비월 주사 방식(예: "1080i")과 같은 데이터 형식을 사용한다.

### 레이더
래스터 스캔은 (해군 포) 사격 통제 레이더에서 사용되었지만, 일반적으로 좁은 직사각형이었다. 이들은 쌍으로 (방위 및 고도용) 사용되었다. 각 디스플레이에서 한 축은 시선에서 각도 오프셋이었고 다른 축은 거리였다. 레이더 반사는 비디오를 밝게 했다. 탐색 및 기상 레이더는 원형 화면을 덮는 원형 디스플레이(평면 위치 지시기)를 가지고 있지만, 이는 기술적으로 래스터가 아니다. 아날로그 PPI는 중앙에서 바깥쪽으로 이동하는 스윕을 가지며, 스윕의 각도는 안테나 회전과 일치하며, 위쪽은 북쪽 또는 선박의 선수 방향이다.

## 텔레비전
텔레비전에서 래스터 스캐닝의 사용은 1880년에 프랑스 엔지니어 모리스 르블랑에 의해 제안되었다. 래스터 스캐닝 개념은 1884년 파울 니프코프의 오리지널 기계식 닙코프 디스크 스캐닝 텔레비전 특허에 내재되어 있었다. 래스터라는 용어는 1894년 일찍이 망점 인쇄 화면 패턴에 사용되었다. 유사한 용어가 적어도 1897년부터 독일에서 사용되었다. Eder는 "Autotypie를 위한 래스터 네거티브 생산"(die Herstellung von Rasternegativen für Zwecke der Autotypie)에 대해 썼다. 막스 디크만(Max Dieckmann)과 구스타프 글라게(Gustav Glage)는 브라운관(CRT)에 실제 래스터 이미지를 최초로 생산했으며, 1906년 독일에서 그들의 기술을 특허받았다. 그들이 특허나 다른 글에서 래스터라는 단어를 사용했는지 여부는 확인되지 않았다.
회전 드럼을 통한 이미지 스캐닝과 관련하여 래스터라는 용어의 초기 사용은 아서 코른(Arthur Korn)의 1907년 저서에 나와 있는데 (독일어로): "...als Rasterbild auf Metall in solcher Weise aufgetragen, dass die hellen Töne metallisch rein sind, oder umgekehrt" (... 밝은 색조가 금속적으로 순수하거나 그 반대인 방식으로 금속에 래스터 이미지로 배치됨). 코른은 망점 인쇄의 용어와 기술을 적용하고 있었는데, 여기서 "Rasterbild"는 망점 스크린 인쇄판이었다. 독일 저자 아이히호른(Eichhorn)은 1926년에 "die Tönung der Bildelemente bei diesen Rasterbildern"와 "Die Bildpunkte des Rasterbildes"("이 래스터 이미지의 그림 요소의 톤"과 "래스터 이미지의 그림 점")와 같은 스캐닝 관련 래스터 사용을 더 많이 했다. 그리고 슈뢰터(Schröter)는 1932년에 "Rasterelementen", "Rasterzahl", "Zellenraster"("래스터 요소", "래스터 개수", "셀 래스터")와 같은 용어를 사용했다.
텔레비전 스캐닝 패턴에 대한 래스터 용어의 첫 사용은 종종 바론 만프레드 폰 아르덴(Manfred von Ardenne)에게 귀속되는데, 그는 1933년에 다음과 같이 썼다. "1930년 1월 강의에서 시연을 통해 브라운관이 정밀하고 밝은 래스터를 제작하기 위해 점 선명도와 점 밝기 측면에서 실험실에서 시제품으로 제작되었음이 입증되었다."(In einem Vortrag im Januar 1930 konnte durch Vorführungen nachgewiesen werden, daß die Braunsche Röhre hinsichtlich Punktschärfe und Punkthelligkeit zur Herstellung eines präzisen, lichtstarken Rasters laboratoriumsmäßig durchgebildet war). 래스터는 적어도 1936년까지 Electrician의 한 기사 제목에 의해 영어 텔레비전 문헌에 채택되었다. 이미지 스캐닝의 수학적 이론은 1934년 벨 연구소의 메르츠(Mertz)와 그레이(Gray)가 발표한 고전 논문에서 푸리에 변환 기술을 사용하여 상세하게 개발되었다.

### CRT 구성 요소
1. 전자총:-
  1. 주 전자총: 그림 패턴을 저장하는 데 사용된다.
  2. 플러드 전자총: 그림 표시를 유지하는 데 사용된다.
  3. 인광체 코팅 스크린: 전자빔이 닿을 때 빛을 방출하는 인광체로 코팅되어 있다.
  4. 초점 시스템: 초점 시스템은 전자빔이 인광체 스크린에 닿을 때 작은 점으로 수렴하게 한다.
  5. 편향 시스템: 전자빔의 방향을 변경하는 데 사용되며, 이를 통해 인광체 스크린의 다른 위치에 닿도록 할 수 있다.

## 같이 보기
- 텔레비전 방송 시스템
- 브라운관
- 컴퓨터 디스플레이 표준
- 카운터 스캐닝
- 이미지 해상도
- 래스터 그래픽스
- 래스터화